# Делфин (музикант)
Андрей Лисиков, известен с псевдонима си Делфин е руски поет и музикант.
В творчеството си съчетава елементи от стиловете рок, хип-хоп и електронна музика. Участвал е в групите „Мальчишник“, „Дубовый Гаайъ“ и „Мишины дельфины“. Самостоятелен артист е от 1997 г.

## Биография
Роден е през 1971 г. Започва кариерата си като танцьор, занимава се с брейк денс, работи като търговец.
През зимата на 1989 г. с Ханс Холман създават групата „Дубовый Гаайъ“ (до 1994 г. от украински: Дубовый Гай – „Дъбова горичка“). Групата засяга основно теми като самоубийството, употребата на наркотици и смъртта. С Делфин в състава си издава 4 албума, най-известните от които са „Stop Killing Dolphins“ (1992) и „Синяя лирика №2“. Въпреки това групата рядко изнася концерти и през 1991 г.
Делфин става член на рап групата „Мальчишник“ („Момченце“). Тя добива популярност благодарение на албума „Поговорим о сексе“, тъй като сексът в СССР години наред е тема-табу.
През 1996 г. с Михаил Войнов създават „Мишины дельфины“, но формацията изнася само 1 концерт. Следващата година Делфин започва самостоятелна кариера, дебютният му албум се нарича „Не в фокусе“. В хит се превръща песента „Дилер“, към която е заснет и клип. През 1999 г. излиза вторият му албум „Глубина резкости“, а руската версия на MTV върти клиповете на „Дилер“ и „Я буду жить“, благодарение на което популярността на Лисиков нараства. Своя най-голям успех постига с албума „Звезда“ от 2004 г., в хитове се превръщат песните „Глаза“, „Романс“, „Серебро“ и „Весна“.
През 2006 г. записва песента „Или я“ за филма „Жест“. През 2007 г. издава албума „Юность“, в който участва китаристът Павел Додонов. В седмия албум на Делфин „Существо“ за първи път отсъстват речетативи.
През 2014 г. издава дебютната си стихосбирка, озаглавена „Андрей Лысиков“. Същата година излиза и албумът му „Андрей“. През октомври 2016 г. издава албума „Она“.
През 2018 г. излиза десетият албум „442“ на Делфин, в който музикантът залага на по-тежък звук и социални текстове. Сингълът „502“ е определян като „зъл и политически“. Самият Лисиков определя албума „в никакъв случай като участие в тези процеси, а по-скоро като раздразнен коментар за случващото се“.
През 2020 г. стартира страничният му проект „Механический пес“, чийто първи албум е в стил електро фънк.

## Дискография

### С Мальчишник
- 1991 – „Секс без перерыва“
- 1991 – „Поговорим о сексе“
- 1993 – „Мисс большая грудь“
- 1994 – „Кегли“

### С Дубовый Гаайъ
- 1993 – „Stop Killing Dolphins“
- 1993 – „Синяя лирика № 2“

### С Мишины дельфины
- 1997 – „Игрушки“

### Самостоятелно
- 1997 – „Не в фокусе“
- 1999 – „Глубина резкости“
- 2000 – „Плавники“
- 2001 – „Ткани“
- 2004 – „Звезда“
- 2007 – „Юность“
- 2011 – „Существо“
- 2014 – „Андрей“
- 2016 – „Она“
- 2018 – „442“
- 2019 – „КРАЙ“

### С Механический пес
- 2020 – Темперетура горения бумаги
- 2021 – Розовый 505.85 nm
- 2021 – Greta (EP)